# Ackerlhütte
Die Ackerlhütte ist eine Schutzhütte der Sektion Kitzbühel des Österreichischen Alpenvereins im Wilden Kaiser. Sie liegt auf einer Höhe von 1455 m ü. A. (nach anderen Angaben 1456 m oder 1465 m) unterhalb der Südwände von Regalmspitze, Ackerlspitze und Maukspitze. Sie wurde 1958/1959 erbaut und am 18. Oktober 1959 eröffnet. Es ist eine Selbstversorgerhütte mit 14 Lagern, die als Stützpunkt für Bergsteiger und Kletterer dient. Von Juni bis September wird die Ackerlhütte zumindest an Wochenenden beaufsichtigt, ansonsten ist sie nicht geöffnet (nur mit Alpenvereinsschlüssel zugänglich).

## Aufstieg
- Von Hüttling/Prama (bei Going) über Graspoint-Niederalm und Schleierwasserfall in 2 Stunden.
- Ab Wochenbrunneralm über Gaudeamushütte und Höhenweg in ebenfalls 2 Stunden.
- Von St. Johann in Tirol über den Adlerweg, hier Wilder-Kaiser-Steig in 3 Stunden.

## Übergänge
- Gaudeamushütte (1270 m) über Wilder-Kaiser-Steig, Gehzeit: 1,5 Stunden
- Fritz-Pflaum-Hütte (1865 m)
  - über Ackerlspitze, schwierig, Gehzeit: 5,5 Stunden
  - über Wilder-Kaiser-Steig, Gildensteig und Kleine Törl, Gehzeit: 3,5 Stunden
- Gruttenhütte (1620 m) über Wilder-Kaiser-Steig und Jubiläumssteig, mittel, Gehzeit: 3 Stunden

## Gipfelbesteigungen
- Maukspitze (2231 m) in 2,5 Stunden
- Ackerlspitze (2329 m) in 3 Stunden
- Westliche Hochgrubachspitze (2277 m) in 2,5 Stunden
- Regalmspitze (2253 m) in 3,5 Stunden